# غلاة
الغلاة من الغلو أي الخروج عن الحد المسموح به أو وضع الشيء في موضع أعلى من موضعه.

## تاريخ الغلاة
عامة ما ينسب الغلو إلى شخصية عبد الله بن سبأ ويرى كثير من المؤرخين السنة والشيعة أنه أول من غالى في شخص علي بن ابي طالب وادعى ألوهيته. وعلى كل حال فقد بدأ استعمال كلمة غلو في وصف عبد الله بن سبأ وأتباعه الملقبين بالسبئية.
وظهر على مدار التاريخ مدارس وافكار وحركات متعددة وصفت بالغلو منها ما يسمى بالبزيغية التي ادعت ألوهية جعفر الصادق والدرزية التي ادعت ألوهية الحاكم بأمر الله

## مفهوم الغلو
أصل الغلو في اللغة يطلق على إجتياز الشيءعن حده الذي وضع له، سواء كان هذا الحد شرعيا أو عرفيا ، وهو متوافق مع معنى الغلو في الشرع: إذ يطلق على مجاوزة حدود الشريعة عملا أو اعتقادا.

## نظرة إلى الغلو
لم يرتبط الغلو بطائفة دون أخرى فقد ظهرت طوائف عدة غالت في أشخاص وأوصلتهم إلى مراتب النبوة والألوهية. وأغلب حركات الغلو ارتبط غلوها بشخصية من شخصيات أئمة أهل البيت من نسل علي بن أبي طالب ويرى البعض السبب في هذا هو قرابتهم من النبي محمد بن عبد الله وسيرتهم التي بهرت الناس في ازمانهم فكان ضعاف النفوس يستغلون هذا الإعجاب للترويج لأفكارهم، والمعروف أن أئمة أهل البيت رفضوا أشكال الغلو فيهم ورفضوا ان يكونوا في مقام النبوة أو الألوهية.
ولكن بالرغم من هذا هناك طوائف تعد من الغلاة ليس لها علاقة بأئمة الشيعة من غلاة المتصوفة على سبيل المثال وهم بعض المتصوفة الذين يصلون بأقطاب طرقهم إلى الاتحاد والحلولية ويؤمنون أن الشخص قد يصل إلى مقام الاتحاد بالله فيصبح هو والله واحد.
ومنهم أيضا الأحمدية الذين وصلوا بزعيمهم الميرزا غلام أحمد إلى مرتبة النبوة...

## الخلاف حول الغلو
اتفق السنة والشيعة حول أن تأليه أشخاص أو الوصول بهم إلى مراتب النبوة والوحي غلوا ولكن قد ترى طائفة ما شيئا تعتبره غلوا لا تراه طائفة أخرى كذلك كعصمة الأئمة عند الشيعة وكعدالة كل الصحابة عند السنة.
ولكن هذه الأمور الخلافية لم تؤثر على المفهوم العام للغلو أنه أيصال شخص إلى مقام الألوهية أو ادعاء نبوة شخص بعد نبوة محمد آخر الأنبياء عند المسلمين.

## الغلو في القرآن
بعث الله نوحا عليه السلام أول الرسل؛ لما نشأ أول شرك في الأرض، وكان سببه الغلو في الصالحين، عندما أصبح للصالحين منزلة فوق منزلتهم ومحبتهم، وذلك بإعطائهم شيء من حقوق الله الخاصة به الذي لايشاركه فيه أحد.
جاء عن ابن عباس (رضي الله عنه) في تفسير قول الله تعالى: ﴿وَقَالُوا لَا تَذَرُنَّ آلِهَتَكُمْ وَلَا تَذَرُنَّ وَدًّا وَلَا سُوَاعًا وَلَا يَغُوثَ وَيَعُوقَ وَنَسْرًا ۝٢٣﴾ [ نوح:23]، «أن هذه أسماء رجال صالحين من قوم نوح، فلما هلكوا أوحى الشيطان إلى قومهم، أن انصبوا إلى مجالسهم التي كانوا يجلسون أنصابا وسموها بأسمائهم، ففعلوا، فلم تعبد، حتى إذا هلك أولئك وتَنَسَّخ العلم عبدت».
كما أن الغلو في الصالحين من سنن أهل الكتاب اليهود والنصارى، فلقد قالت اليهود في أمر عيسى عليه السلام قولاً ينقص من قدره ومكانته، وأما النصارى فقد أخرجوه من حيز النبوة إلى حيز الإلهية كما ذكر ذلك القرطبي، وابن كثير.
لذلك قال الله لهم: ﴿يَا أَهْلَ الْكِتَابِ لَا تَغْلُوا فِي دِينِكُمْ وَلَا تَقُولُوا عَلَى اللَّهِ إِلَّا الْحَقَّ إِنَّمَا الْمَسِيحُ عِيسَى ابْنُ مَرْيَمَ رَسُولُ اللَّهِ وَكَلِمَتُهُ أَلْقَاهَا إِلَى مَرْيَمَ وَرُوحٌ مِنْهُ فَآمِنُوا بِاللَّهِ وَرُسُلِهِ وَلَا تَقُولُوا ثَلَاثَةٌ انْتَهُوا خَيْرًا لَكُمْ إِنَّمَا اللَّهُ إِلَهٌ وَاحِدٌ سُبْحَانَهُ أَنْ يَكُونَ لَهُ وَلَدٌ لَهُ مَا فِي السَّمَاوَاتِ وَمَا فِي الْأَرْضِ وَكَفَى بِاللَّهِ وَكِيلًا ۝١٧١﴾ [ النساء:171].

روي عن عمر أن رسول اللّه ﷺ قال: 
| غلاة | لاتطروني، كما أطرت النصارى ابن مريم، فإنما أنا عبد، فقولوا عبد الله، ورسوله | غلاة |

.
والإطراء هو المديح بالباطل، وقيل هو مجاوزة الحد في المدح والكذب فيه.

## الغلو في السنة النبوية
```
جاء الحديث عن الغلو في السنة النبوية في موضوع الغلو في عدة جوانب، أهمها: الغلو في اتباع السنة، والغلو في الدين والتطرف فيه، والغلو في الأشخاص والذوات، وهذا الأخير هو مدار الحديث هنا.
```

### أولاً: النهي عن الغلو في الذوات والأشخاص
أخذ موضوع الغلو في الأشخاص من الأنبياء والصالحين مجالا كبيرا في خطاب النبي (ﷺ) لأصحابه. ونجده في ذلك يبدأ بنفسه (ﷺ) حيث قال لأصحابه مرة: (لا تُطروني كما أطرى النصارى عيسى ابن مريم، فإنما أنا عبد، فقولوا: عبد الله ورسوله). والإطراء المقصود هو المديح بالباطل، وقيل هو مجاوزة الحد في المدح والكذب فيه.
كان ينهاهم عن إطرائه، وهو يذكّرهم بقوله لهم: (إياكم والغلو؛ فإنما هلك من كان قبلكم بالغلو في الدين). لذا ذكر أنس بن مالك أن رجلا قال للنبي ﷺ: يا سيدنا، وابن سيدنا، ويا خيرنا، وابن خيرنا، فقال النبي ﷺ: (يا أيها الناس، قولوا بقولكم ولا يستهوينكم الشيطان، أنا محمد بن عبد الله، ورسول الله، والله ما أحب أن ترفعوني فوق ما رفعني الله).
وورد أن أعرابيًّا قال للنبي ﷺ: جهدت الأنفس وجاع العيال وهلك المال فادع لنا فإنا نستشفع بك على الله وبالله عليك، فسبح رسول الله حتى عرف ذلك في وجه أصحابه فقال ﷺ: (ويحك أتدري ما الله، إن شأن الله أعظم من ذلك إنه لا يستشفع بالله على أحد).

### ثانيا: النهي عن أعمال تؤدي إلى الغلو
جاء في السنة عدة أحداث تبين مدى حرص النبي ﷺ على سلامة المجتمع من الغلو في البشر. لذا نجده يقول مرة: (اللهم لا تجعل قبري وثنا يعبد، اشتد غضب الله على قوم اتخذوا قبور أنبيائهم مساجد). ولذا مرة جاءت أم حبيبة وأم سلمة وذكرتا كنيسة رأينها بالحبشة فيها تصاوير، فذكرتا ذلك للنبي ﷺ فقال: (إن أولئك إذا كان فيهم الرجل الصالح فمات، بنوا على قبره مسجدا وصورا، فيه تلك الصور، فأولئك شرار الخلق عند الله يوم القيامة). ثم في آخر رمق من حياته عندما جاءته المنية قدم تنبيها لأمته بقوله: (لعن الله اليهود والنصارى اتخذوا قبور أنبيائهم مساجد). قال النووي: قال العلماء: «إنما نهى ﷺ) عن اتخاذ قبره، وقبر غيره مسجدا؛ خوفا من المبالغة في تعظيمه والافتتان به، فربما أدى ذلك إلى الكفر كما جرى لكثير من الأمم الخالية».
فهذه الأحاديث مرتبطة بسلوك تعظيم قبور الأنبياء والصالحين مما قد يؤدي للغلو فيهم، ولذا قال الإمام المهلب -فيما نقله عنه الإمام ابن بطال الشافعي- أن هذا النهى من باب قطع الذريعة، لئلا يعبد قبره الجهال كما فعلت اليهود والنصارى بقبور أنبيائها.

## مفاسد الغلو
ومن مفاسد الغلو؛ الهلاك في الدين والدنيا، ويدل على هذا ماجاء عند الإمام أحمد في مسنده، أن ابن عباس قال، قال رسول الله ﷺ: (إياكم والغلو؛ فإنما هلك من كان قبلكم بالغلو في الدين).
وجاء عند مسلم عن ابن مسعود، أن رسول الله قال: (هلك المتنطعون، هلك المتنطعون، هلك المتنطعون).
قال النووي: «المتنطعون هم المتعمقون الغالون المجاوزون الحدود في أقوالهم وأفعالهم».

## جدل الغلو في الأنبياء والأولياء والصالحين عند المدارس الدينية
الحديث العام عن النهي عن الغلو كما ورد في القرآن والسنة يمكن أن نقول بأنه محل قبول من المذاهب الإسلامية عموما. ويبقى الجدل بين هذه المذاهب في توظيف النصوص في الأحداث، والحكم على ذلك الأمر بأنه غلو أم لا.

## مفهوم الغلو في المدارس الصوفية والشيعة
إن الحديث عن الأولياء والصالحين ارتبط بمسائل كبيرة أثرت على العالم الإسلامي. فنجد الحديث في مسائل التوسل والاستغاثة والتبرك بالأنبياء والصالحين الأموات جاءت من مسألة تعظيم قدر هؤلاء، الأمر التي تراه المدارس الصوفية والشيعية أمر إما جائز أو مطلوب مرغب فيه. لذا يؤكد البعض بأن «التوسل بالأنبياء والصلحاء أمر محبوب، وقد أطبقوا على طلبه». ويذكر الدجوي بأنك «تتوسل بالولي من حيث هو ولي مقرب إلى الله»، وأن من مقام هؤلاء جعلهم ممن يستغاث بهم في الشدائد والكربات لعظيم قدرهم عند الله، وحتى لايحصل نوع من استنقاص لمقام النبوة والولاية.

## مفهوم الغلو عند المدرسة السلفية
في الجانب الآخر تعتقد المدرسة السلفية أن ما يحصل من غلو في الأنبياء والصالحين هو الأمر الذي أدى لعبادتهم كما جاء في عدة آيات في القرآن والسنة، منها النهي عن الإطراء كما أطرت النصارى ابن مريم، وغير ذلك من الأحاديث والآيات؛ ولذا يمنع السلفيون من جعل محمدا ﷺ نورا لا بشرا كما ينقل بعض المتصوفة. كما ينكرون على الاتجاهات الشيعية بجعل قطب الدين وأساسه في الإيمان بالأئمة الإثني عشر، وأنهم يعلمون الغيب.
ويرفض السلفيون تهمة اعتبار منع الغلو في الأنبياء والصالحين أن ذلك يُعد تقليلا من شأنهم، وازدراء بهم. ويقولون: أن المنع هو من باب حفظ جناب التوحيد، وتعظيم الإله، لا بمن باب ازدراء الأولياء والصالحين؛ ولذا ترفض المدرسة السلفية الخروج عن مقتضى النص الإلهي، والحديث النبوي الصحيح، فمثلا نجدهم يرفضون الاستدلال بحديث: (أول ما خلق الله نور نبيك يا جابر) لأنه حديث موضوع مكذوب، فضلا أنه يخالف نص الآية: (إنما أنا بشر مثلكم)، والحديث النبوي: (خلقت الملائكة من نور).
كما أن السلفية ترفض إعطاء النبي ﷺ مزايا إنما هي من صفات الله، لذا يرفضون قول البوصيري في البردة:
وإن من جودك الدنيا وضرتها ومن علومك علم اللوح والقلم.
ويرون أن هذا أحد مظاهر الغلو في الأنبياء، بإعطاء النبي صفات الرب، وهو الذي قال في القرآن: : ﴿قُلْ لَا أَمْلِكُ لِنَفْسِي نَفْعًا وَلَا ضَرًّا إِلَّا مَا شَاءَ اللَّهُ وَلَوْ كُنْتُ أَعْلَمُ الْغَيْبَ لَاسْتَكْثَرْتُ مِنَ الْخَيْرِ وَمَا مَسَّنِيَ السُّوءُ إِنْ أَنَا إِلَّا نَذِيرٌ وَبَشِيرٌ لِقَوْمٍ يُؤْمِنُونَ ۝١٨٨﴾ [ الأعراف:188]. لذا يعقب الإمام الشوكاني بأنه قد وقع في البردة والهمزية شيء كثير من هذا الجنس [الغلو في المدح]، ووقع أيضاً لمن تصدى لمدح نبينا محمد ﷺ ولمدح الصالحين والأئمة الهادين ما لا يأتي عليه الحصر، ولا يتعلق بالاستكثار منه فائدةٌ فليس المراد إلا التنبيه والتحذير لمن كان له قلب أو ألقى السمع وهو شهيد.
في هذا الموضوع الجدلي ينبغي العناية بأقوال ابن تيمية كأبرز منظري الاتجاه السلفي في الموقف من الغلو وتطبيقاته. فهو يضع الضابط برفع الشخص لمنزلة التعظيم التي هي لله وحده، فيقول: «وكذلك الغلو في بعض المشايخ. . بل الغلو في علي بن أبي طالب ونحوه؛ بل الغلو في المسيح عليه السلام ونحوه، فكل من غلا في حي، أو في رجل صالح... وجعل فيه نوعا من الإلهية مثل أن يقول: كل رزق لا يرزقنيه الشيخ فلان ما أريده، أو يقول إذا ذبح شاة: باسم سيدي، أو يعبده بالسجود له، أو لغيره، أو يدعوه من دون الله تعالى، مثل أن يقول: يا سيدي فلان اغفر لي، أو ارحمني، أو انصرني، أو ارزقني، أو أغثني، أو أجرني، أو توكلت عليك، أو أنت حسبي، أو أنا في حسبك، أو نحو هذه الأقوال والأفعال التي هي من خصائص الربوبية التي تصلح إلا لله تعالى، فكل هذا شرك وضلال يستتاب صاحبه، فإن تاب وإلا قتل، فإن الله إنما أرسل الرسل وأنزل الكتب لنعبد الله وحده لا شريك له، ولا نجعل مع الله إلهًا آخر.. فأرسل الله رسله تنهى أن يدعى أحد من دونه لا دعاء عبادة ولا دعاء استغاثة».
فاتجاه علماء أهل السنة والجماعة يرى أن الوقوف على النصوص كاف تماما، والمدح بما ثبت في القرآن والسنة فيه الخير التام، «فالنبي ﷺ يجب علينا أن نحبه حتى يكون أحب إلينا من أنفسنا وآبائنا وأبنائنا وأهلنا وأموالنا، ونعظمه ونوقره ونطيعه باطناً وظاهراً، ونوالي من يواليه، ونعادي من يعاديه، ونعلم أنه لا طريق إلى الله إلا بمتابعته ﷺ، ولا يكون ولياً لله بل ولا مؤمناً ولا سعيداً ناجياً من العذاب إلا من آمن به واتبعه باطناً وظاهراً. ولا وسيلة يتوسل إلى الله عز وجل بها إلا الإيمان به والنبي ﷺ» .

## أشهر حركات الغلاة
من أشهر حركات الغلو في التاريخ:
- السبئية أتباع عبد الله بن سبأ.
- حركة البزيغية التي ادعت الوهية جعفر الصادق.
- غلاة التصوف وأتباع الاتحاد والحلولية.
- حركة الدرازي الذي قال بألوهية الحاكم بأمر الله.
- القاديانية وتضع الميرزا غلام أحمد في مقام النبوة.
- العلاهيون.